# Clúster d'aigua

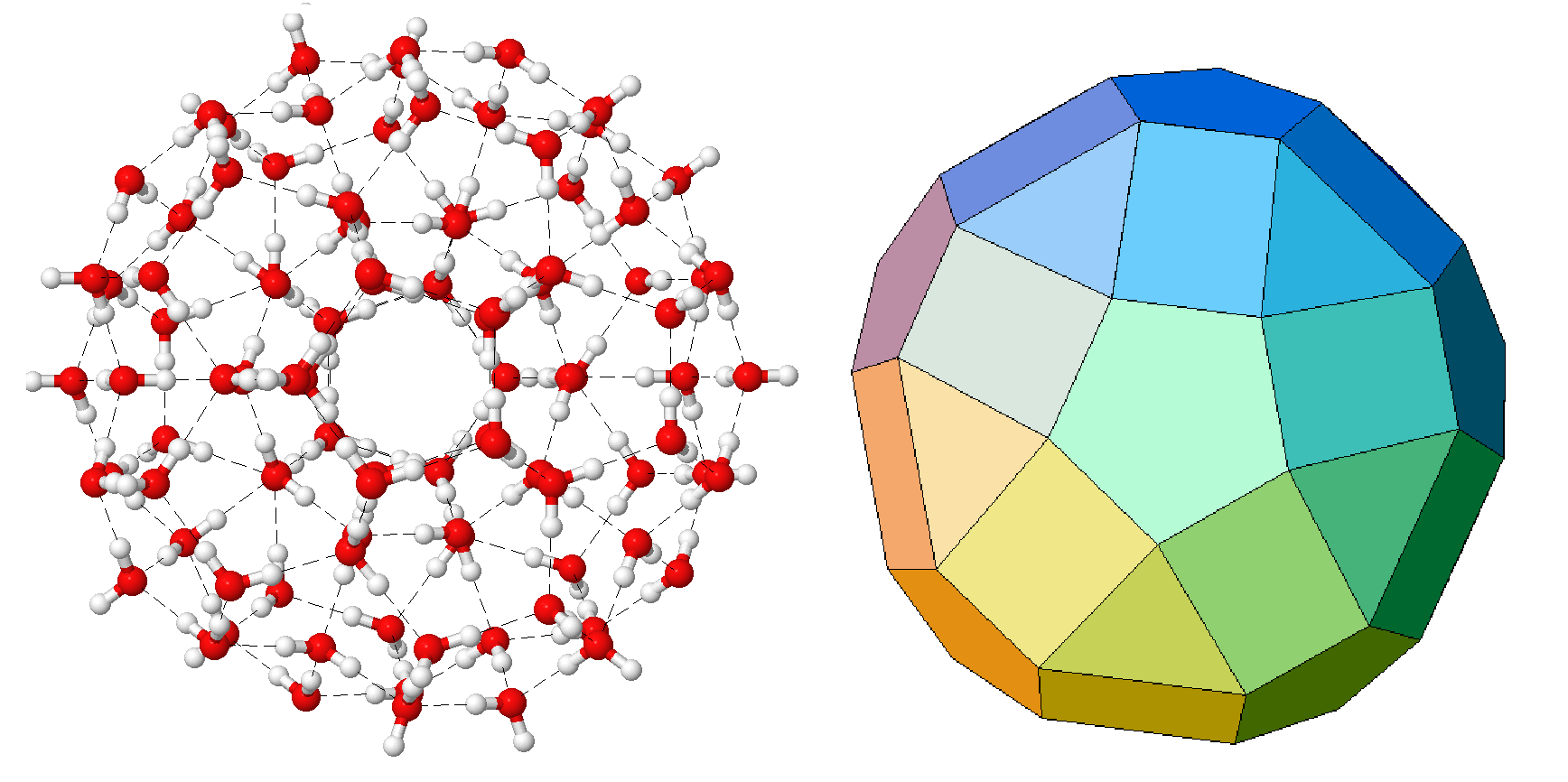
Clúster d'aigua icosaèdric hipotètic (H_{2}O)_{100} i l'estructura subjacent.

En química, un cúmul d'aigua és un conjunt discret d'enllaços d'hidrogen o cúmul de molècules d'aigua. Molts d'aquests cúmuls han estat predits per models teòrics (in silico), i alguns s'han detectat experimentalment en diversos contextos com ara gel, aigua líquida a granel, en fase gasosa, en mescles diluïdes amb dissolvents no polars i com a aigua d'hidratació en xarxes cristal·lines. L'exemple més senzill és el dímer d'aigua (H2O)2.
Els grups d'aigua s'han proposat com a explicació d'algunes propietats anòmales de l'aigua líquida, com ara la seva variació inusual de densitat amb la temperatura. Els cúmuls d'aigua també estan implicats en l'estabilització de determinades estructures supramoleculars. S'espera que tinguin un paper també en la hidratació de molècules i ions dissolts a l'aigua.

## Prediccions teòriques
Els models detallats d'aigua prediuen l'aparició de cúmuls d'aigua, com a configuracions de molècules d'aigua l'energia total de les quals és un mínim local.
De particular interès són els cúmuls cíclics (H2O)n; s'ha predit que existeixen per a n = 3 a 60. A baixes temperatures, gairebé el 50% de les molècules d'aigua s'inclouen en grups. Amb l'augment de la mida del cúmul, es troba que la distància d'oxigen a oxigen disminueix, cosa que s'atribueix a les anomenades interaccions cooperatives de molts cossos: a causa d'un canvi en la distribució de càrrega, la molècula H-acceptor es converteix en una millor molècula donant H amb cada expansió del conjunt d'aigua. Sembla que existeixen moltes formes isomèriques per a l'hexàmer (H2O)6: des d'anell, llibre, bossa, gàbia fins a forma de prisma amb energia gairebé idèntica. Existeixen dos isòmers semblants a una gàbia per als heptàmers (H2O)7, i els octàmers (H2O)8 es troben en forma cíclica o en forma de cub.
Altres estudis teòrics prediuen clústers amb estructures tridimensionals més complexes. Alguns exemples inclouen el cúmul de fullerè (H2O)28, anomenat water buckyball, i la xarxa icosaèdrica del monstre de 280 molècules d'aigua (amb cada molècula d'aigua coordinada amb 4 altres). Aquest últim, que és 3 nm de diàmetre, consta de closques icosaèdriques niuades amb 280 i 100 molècules. També hi ha una versió augmentada amb una altra capa de 320 molècules. Hi ha una major estabilitat amb l'addició de cada closca. Hi ha models teòrics de cúmuls d'aigua de més de 700 molècules d'aigua, però no s'han observat experimentalment. Una línia d'investigació utilitza invariants de gràfics per generar topologies d'enllaç d'hidrogen i predir propietats físiques dels cúmuls d'aigua i el gel. La utilitat dels invariants de gràfics es va mostrar en un estudi que considera la gàbia (H2O)6 i el dodecaedre (H2O)20, que s'associen aproximadament amb les mateixes disposicions d'àtoms d'oxigen que en les fases sòlida i líquida de l'aigua.

## Observacions experimentals
L'estudi experimental de qualsevol estructura supramolecular a l'aigua a granel és difícil a causa de la seva curta vida útil: els enllaços d'hidrogen es trenquen i es reformen contínuament a escales de temps superiors als 200 femtosegons.
No obstant això, s'han observat cúmuls d'aigua en fase gasosa i en mescles diluïdes d'aigua i dissolvents no polars com el benzè i l'heli líquid. La detecció i caracterització experimental dels cúmuls s'ha aconseguit mitjançant espectroscòpia-infraroig llunyà (FIR) i túnel de rotació-vibració (VRT) - i per H-NMR i difracció de neutrons. Es troba que l'hexàmer té una geometria plana en heli líquid, una conformació de cadira en dissolvents orgànics i una estructura de gàbia en fase gasosa. Els experiments que combinen espectroscòpia IR amb espectrometria de masses revelen configuracions cúbiques per a clústers en el rang n=(8-10).
Quan l'aigua forma part d'una estructura cristal·lina com en un hidrat, es pot utilitzar la difracció de raigs X. Es va determinar la conformació d'un heptàmer d'aigua (cíclic retorçat no planar) mitjançant aquest mètode. A més, Mueller et al també van informar de grups d'aigua de diverses capes amb fórmules (H 2 O) 100 atrapats dins de cavitats de diversos grups de polioxometalats.